# Stone Cold Crazy
«Stone Cold Crazy» —en español «Completamente loco»— es una canción escrita y realizada por la banda de rock inglesa Queen, incluida en su tercer álbum de estudio Sheer Heart Attack, de 1974. Es considerada por muchos críticos y expertos como una gran influencia en el thrash metal.
La canción es la octava pista del álbum. Si bien no fue lanzada como sencillo, está presente en algunos álbumes recopilatorios de la banda como Classic Queen y Queen Rocks, además de ser presentada en vivo en la mayoría de sus conciertos realizados durante sus primeros años. 
Musicalmente ha sido descrita como una canción rápida, con riffs de guitarra «que aceleran como una locomotora fuera de control». Sobre su género musical, la revista británica de música Q afirmó que es «thrash metal antes de que el término haya sido inventado» al igual que Allmusic, que la consideró «precursora del sonido thrash metal de la década de 1980». Chris Jones para BBC Music habló de speed metal en una reseña de 2007.
«Stone Cold Crazy» está actualmente posicionada en el lugar 38 de las VH1 Greatest Hard Rock Songs.
En la canción se hace mención al conocido gánster Al Capone, así como a una serie de delitos cometidos por el narrador (cantante).
Según Freddie Mercury, «Stone Cold Crazy» fue la primera canción que Queen interpretó en un escenario.

## Versión de Metallica
La banda estadounidense Metallica grabó una versión para el compilado de 1990 Rubáiyát: Elektra's 40th Anniversary, con el que se conmemoraban los cuarenta años de Elektra Records, casa discográfica de Queen en los Estados Unidos. Su versión la grabaron luego de fracasar en ensayar una canción del cantante y compositor Tom Waits. Irónicamente, Metallica ganaría un premio Grammy por «mejor interpretación de metal» en 1991, premio que siempre se le negó a Queen, dejando en claro el mal punto de vista que se le tenía a la banda en el país. James Hetfield, vocalista y guitarrista rítmico de Metallica, cantó «Stone Cold Crazy» con Queen y Tony Iommi en el Concierto Tributo a Freddie Mercury, (Estadio de Wembley, Londres, 1992).